# Lungtok Gyatso
Lungtok Gyatso (tibétain : ལུང་རྟོགས་རྒྱ་མཚོ་, Wylie : Lung-rtogs rgya-mtsho), né le 20 janvier 1806 à Dan Chokhor et mort le 26 mars 1815 à Lhassa, est le 9e dalaï-lama.

## Biographie

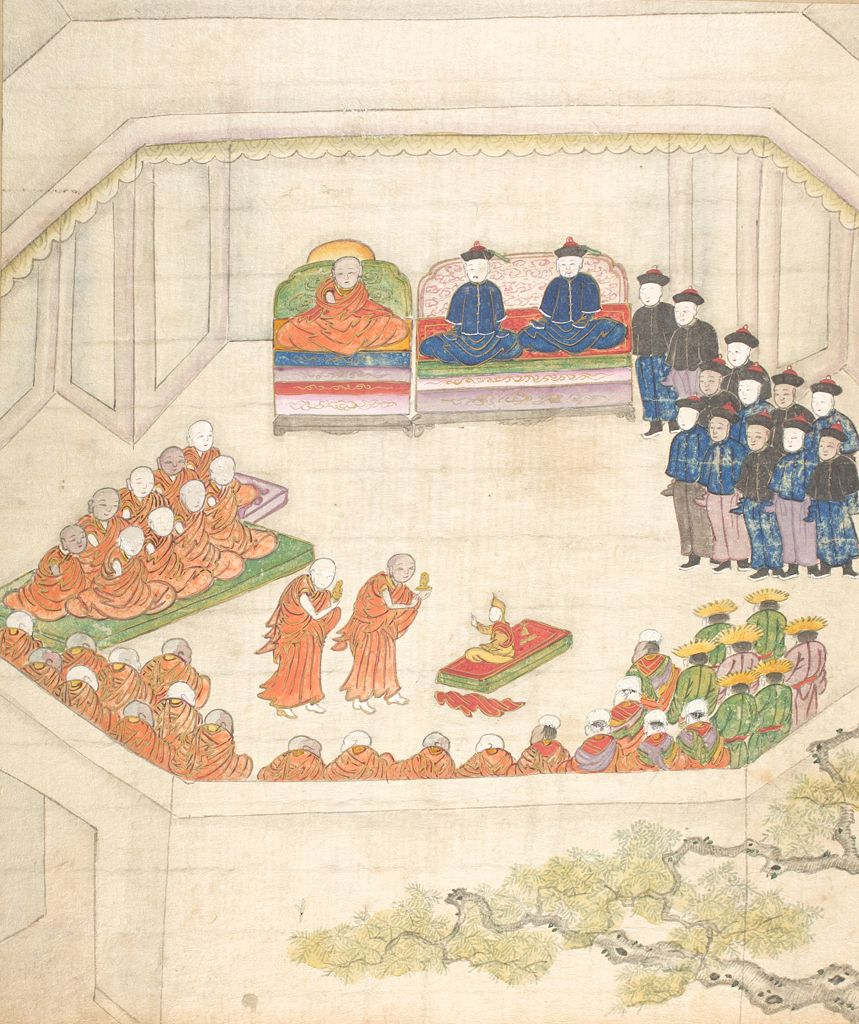
Représentation de Lungtok Gyatso comme 9e Dalaï-lama, auprès le kalon et les moines tibétains à la gauche, et des ambams de la dynastie Qing à la droite, dans le rouleau illustré À la recherche du dalaï-lama

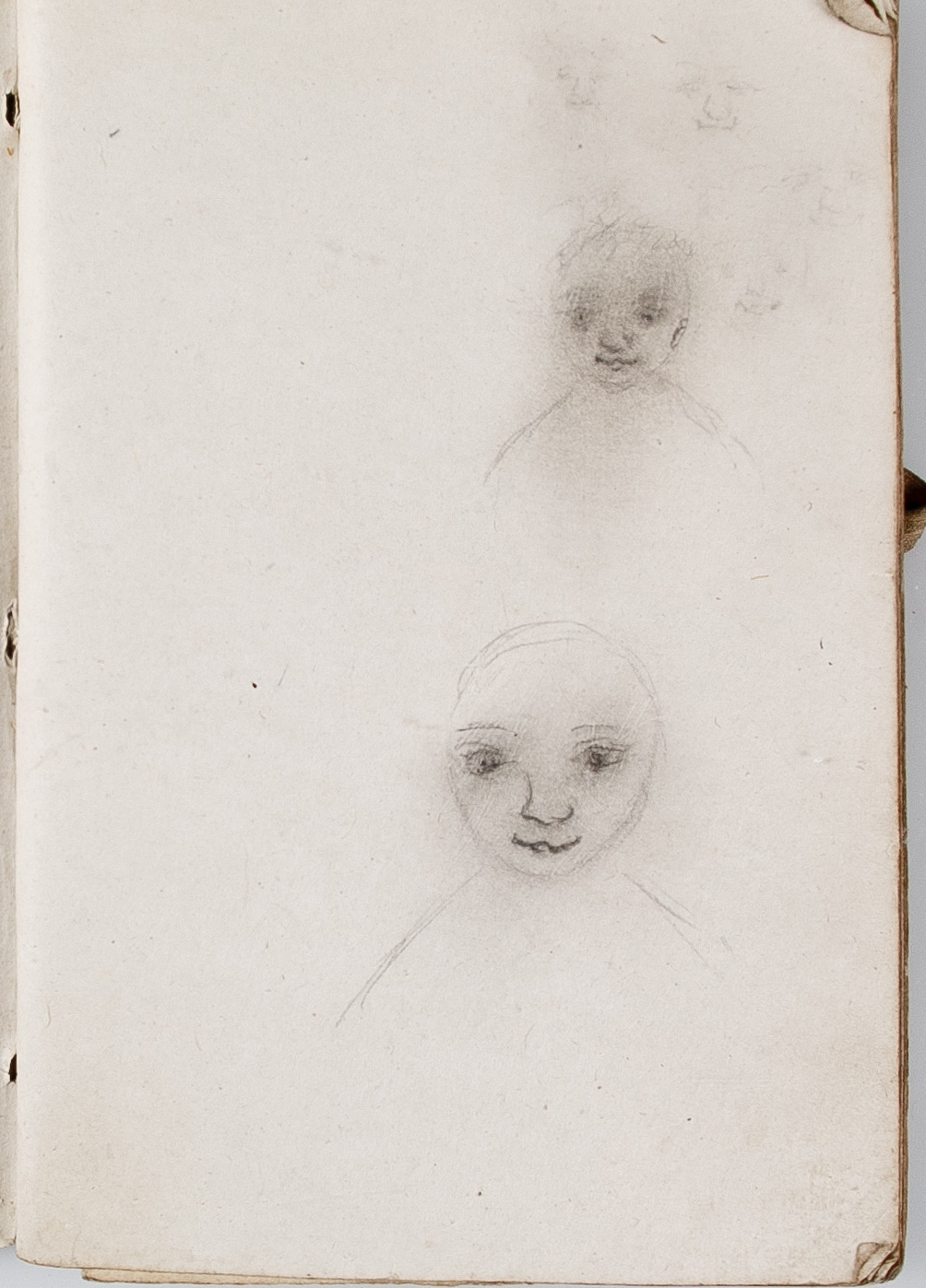
Croquis au crayon du jeune dalaï-lama par Thomas Manning.

Lungtok Gyatso est né à Dan Chokhor, un petit village Hor du Kham au Tibet. Le nom de son père est Tenzin Choekyong, de sa mère Dhondup Dolma,. Reconnu comme la réincarnation de Jamphel Gyatso, 8e dalaï-lama, en 1807, il est escorté à Lhassa par le prince de Mongolie-Intérieure, Manjubazar (满珠巴咱尔 / 滿珠巴咱爾, mǎnzhūbāzáněr, zasag,, des Mongols qaracin, nommé l'année précédente ambassadeur par l'empereur Jiaqing. Il est intronisé au palais du Potala le 10 novembre 1808, d'après sa biographie. 
Le 9e dalaï-lama reçoit ses vœux de moine novice du 7e panchen-lama, Palden Tenpai Nyima, qui lui donne son nom religieux de Lungtok Gyatso.
Thubten Jigme, le 7e Demo Rinpoché, est le régent du Tibet depuis le 2 juin 1811,  le tuteur et le biographe du 9e dalaï-lama. 
L'explorateur britannique Thomas Manning (1772–1840), qui a atteint Lhassa en 1812, a décrit sa rencontre avec le 9e dalaï-lama, âgé alors de six ans, dans des termes lyriques : « Le beau et fascinant visage du lama a absorbé toute mon attention. Il avait des manières simples et sans affectation d'un enfant prince bien instruit. Je pense que son visage était affectueusement beau. Il était d'une disposition joyeuse et heureuse. J'ai été extrêmement affecté par cet entretien avec le lama. J'aurais pu pleurer par l'étrangeté de cette sensation. »
Thomas Manning rencontre aussi le 7e Demo Rinpoché et mentionne sa bienveillance à son égard.
Le 9e dalaï-lama meurt prématurément d'une pneumonie le 26 mars 1815, à l'âge de neuf ans,.
Le 7e Demo Rinpoché et régent du Tibet, initie la recherche de la réincarnation du 9e dalaï-lama après sa mort.